# Claude Desama
 (juin 2019).
Si vous disposez d'ouvrages ou d'articles de référence ou si vous connaissez des sites web de qualité traitant du thème abordé ici, merci de compléter l'article en donnant les références utiles à sa vérifiabilité et en les liant à la section « Notes et références ».
Claude J.-M. J.Desama, né le 9 octobre 1942 à Ensival est un homme politique belge wallon, membre du PS.
Docteur en philosophie et lettres à l'université de Liège.

## Carrière

### Sur le plan universitaire
- Professeur à l'Université de Liège (1984)
- Professeur extraordinaire à l'Université de Liège (09/12/1988)
- Titulaire des chaires d'Histoire économique et sociale et d'Histoire de l'Europe
- Directeur de l'Institut de Recherche sur les Sociétés européennes (I.R.S.E.) de l'Université de Liège
- Professeur émérite (01/10/2008)

### Sur le plan politique
- Conseiller communal de Verviers (1983-1987) et depuis le 1er janvier 1995
- Président de la Fédération du Parti Socialiste de l'arrondissement de Verviers (1973-1988)
- Membre du Parlement européen (de mai 1988 à avril 2001)
- Président de la Commission de l'Énergie, de la Recherche et de la Technologie
- Membre de la Commission des Budgets
- Président de la Commission parlementaire mixte Union européenne-Hongrie
- Vice-président du Groupe du Parti des Socialistes européens
- Bourgmestre de Verviers (avril 2001 - novembre 2012)[1]
- Président du Centre Hospitalier Peltzer-La-Tourelle (C.H.P.L.T.)(juillet 1995 - juin 2013)
- Président des Intercommunales Mixtes de gaz et d'électricité de Wallonie (Intermixt) (depuis juillet 2007)
- Président d'ORES (opérateur des réseaux de gaz et d'électricité) (depuis février 2008)
- Président de la régie communale autonome "Verviers-développement"

## Distinctions
- Officier de la Légion d'honneur (France)

- Croix d'Officier de l'Ordre du mérite de la République de Hongrie

- Officier de l'Ordre de Léopold II

- Croix civique de 1re classe